# Aeroport de N'dalatando
L'aeroport de N'dalatando (codi IATA: NDF, codi OACI: ----) és un aeroport que serveix N'dalatando a la província de Kwanza-Nord a Angola.